# UAE 군사훈련협력단
UAE 군사훈련 협력단(UAE 軍事訓鍊 協力團, 영어: Korea Special Warfare Unit in UAE, 상징명칭 : 아크부대(영어: Akh Unit, Akh 部隊))은 대한민국의 특수 작전 교육 및 훈련 파견대이다. 표어는 "세계최강 아크부대! 하나되어 임무완수!"이다.
이 부대는 대한민국의 육군특수전사령부에 소속되어 합동참모본부의 지휘통제를 받으며, 아랍에미리트 연방군(UDF)과의 국방 협력과 중동지역에 거주하고 있는 한국인을 보호하는 임무를 맡고 있다.
2011년 1월 11일에 아랍에미리트, 알 아인으로 파병되었다. 전력은 약 150여명에 특수전팀, 고공팀, 대테러팀, 해상대테러팀, 지원중대로 편성되어 있으며, 현재 2022년 7월 13일 파병된 20진이 임무를 수행하고 있다.

## 상징

### 명칭
상징명칭 아크(Akh)는 아랍어로 ‘형제’라는 의미로, 아크부대와와 UAE 특수부대 간의 형제와 같은 친밀한 관계를 표현한 것이다.

### 상징
백색 바탕에 태극문양과 독수리, 낙하산, 번개, 대검으로 구성되어 있다. 백색 바탕은 백의민족, 청렴, 결백을 상징하고, 가운데 태극문양은 대한민국을 의미한다. 독수리는 무적의 특공부대, 광범위한 활동성을 의미하고, 번개는 전격전, 침투, 심리전을 의미하며, 대검은 무성무기, 유격, 유일의 특전부대를 상징한다.

## 역사

### 창설배경 및 경과
2010년 5월 한국군 특전사 방문을 통해 대한민국 국군의 우수성을 확인한 UAE 왕세자는 한국군의 UAE군에 대한 전반적인 교육훈련 지원과 세부 협력 방안 등 발전적 교류확대를 요청했다. 그해 8월 대한민국 국방부장관의 UAE방문 시 아랍에미레이트 측이 대한민국 특전사 대원들의 파병을 공식 요청했다. 이에 따라 우리 정부는 UAE측의 요청과 양국협력 및 우호 증진을 위하여 2010년 12월 8일 국회의 의결을 거쳐 2011년 1월 10일 대한민국 창군 최초의 군사협력파견부대인 ‘UAE 군사훈련협력단’ 일명 ‘아크부대’가 창설되었다. 2011년 1월 11일 1진 파병이후 현재 20진이 임무수행중이다.

### 활동 기록

#### 연합훈련
아크부대는 폭염과 남한-막의 모래폭풍을 극복하며, 사막지역 전술훈련, 고공강하, 건물‧항공기‧선박 대테러 작전, 해상‧해중침투 등 UAE군과의 강도 높은 연합훈련으로 대한민국특수부대의 작전능력을 과시함과 동시에, UAE와 군사협력 강화에 크게 기여하고 있다. 특히, 새로운 환경과 장비를 활용한 훈련을 통해 우리 군의 전투력 향상을 도모하고, 작전반경을 확장했다는 큰 성과도 거두고 있다.
UAE군 특전사령관은 “UAE 특전사는 아크부대원들의 용맹함과 패기, 군인다운 모습들을 통해 많은 것을 배우고 있고, 아크부대와 연합훈련을 통해 특수작전 전 과정과 훈련기술을 배우며 훈련에 집중하는 모습에 매우 만족하고 있다.”고 언급하였다.

### 아덴만 해적포로 호송작전
아크부대는 2011년 전개 후 불과 2주 만에 청해부대 6진이 ‘아덴만 여명작전’을 통해 생포한 해적 포로의 국내호송작전 임무를 부여받아 해적 인수, 공중호송, 국내 해경으로의 인계 등 제반 절차를 성공적으로 완수하였다. 특히 작전 간에는 그동안 쌓아놓은 대한민국-UAE 국방협력을 바탕으로 UAE군의 전폭적인 지원 하에 작전이 이루어졌다.

### 우호 및 유대 활동
아크부대는 태권도 및 특공무술 시범을 통해 UAE에서 대한민국의 문화를 전파하고 특전용사들의 뛰어난 전투력과 우수성을 유감없이 보여주고 있다. 특히 현지교민들과의 유대활동과 대한민국을 대표하는 공식행사에 참여 또는 행사지원을 통해서 UAE 내 대한민국의 위상 강화와 현지교민 보호활동에도 아크부대의 존재감을 다시 한번 각인시키고 있다. 이처럼 아크부대는 군사협력활동뿐만 아니라 군사외교관으로서 대한민국의 외교력 신장과 국격 향상에 큰 기여를 하고 있다.

## 편성
특전사
- 특수전팀 - 기본특수전, 기동 전술 훈련, 모의 종합 특수작전 훈련 담당.
- 대테러팀 - 건물내부/차량/항공기/선박 등 각종 상황에서의 대테러 훈련.
- 고공팀 - 기본 및 전술 고공 강하 훈련.

UDT/SEAL
- 해상작전대 - 대테러, 수중, 해상 침투, 선박 장악 훈련.

이 외
- 지원중대 - 통역, 의무, 저격, EOD, 통신반, 수송반, 낙하산포장 등

## 갤러리

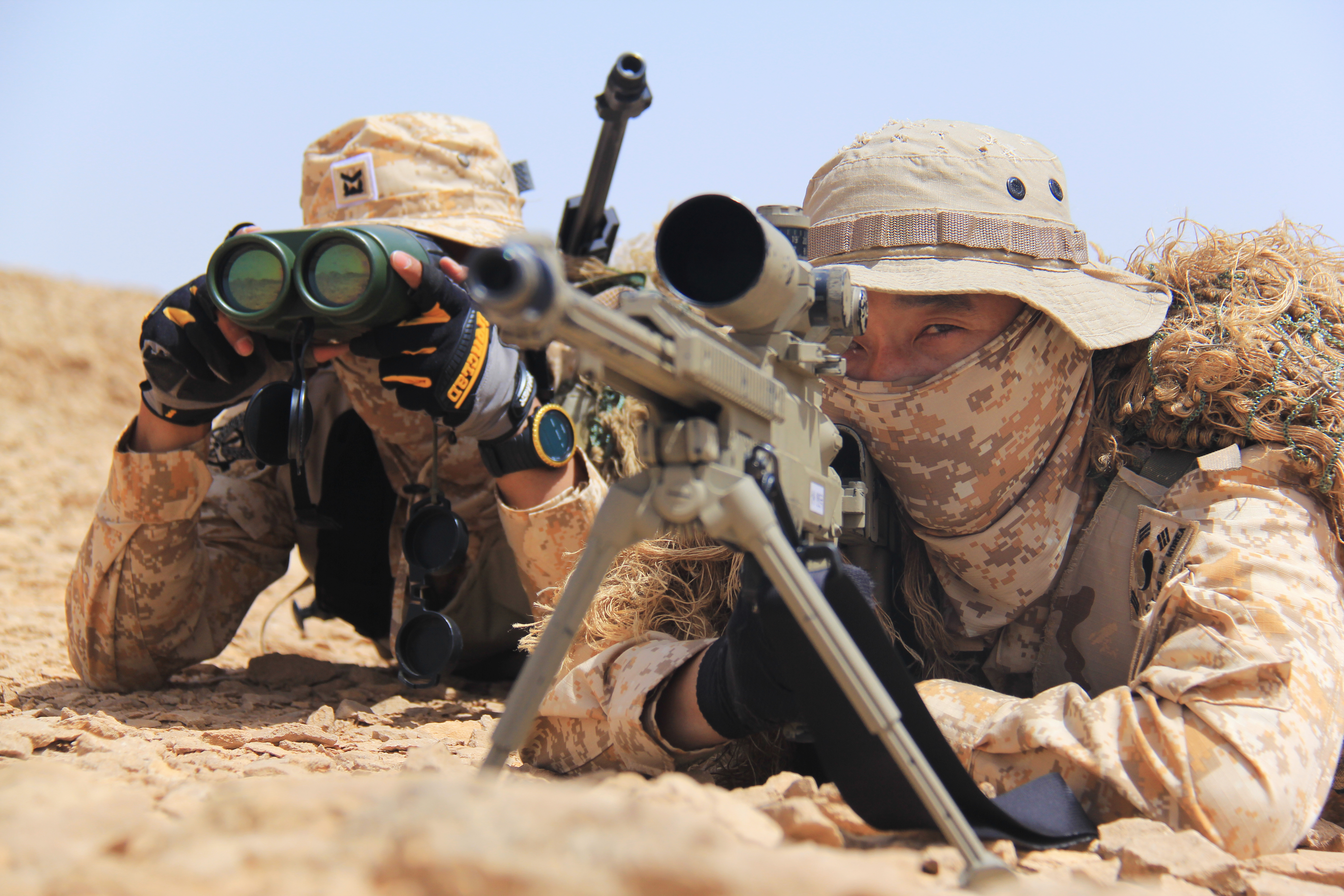
특전사 저격수
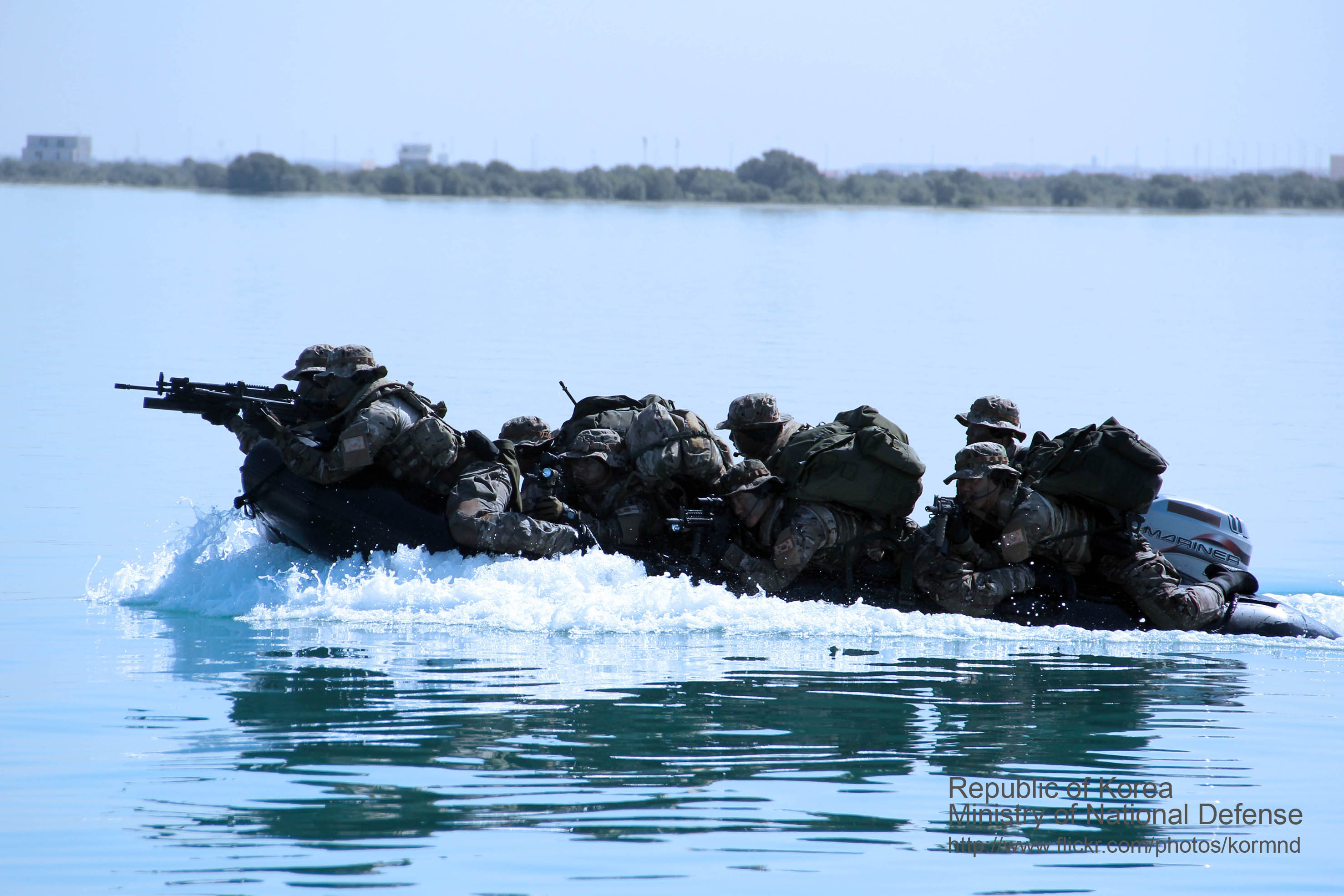
해상침투 훈련
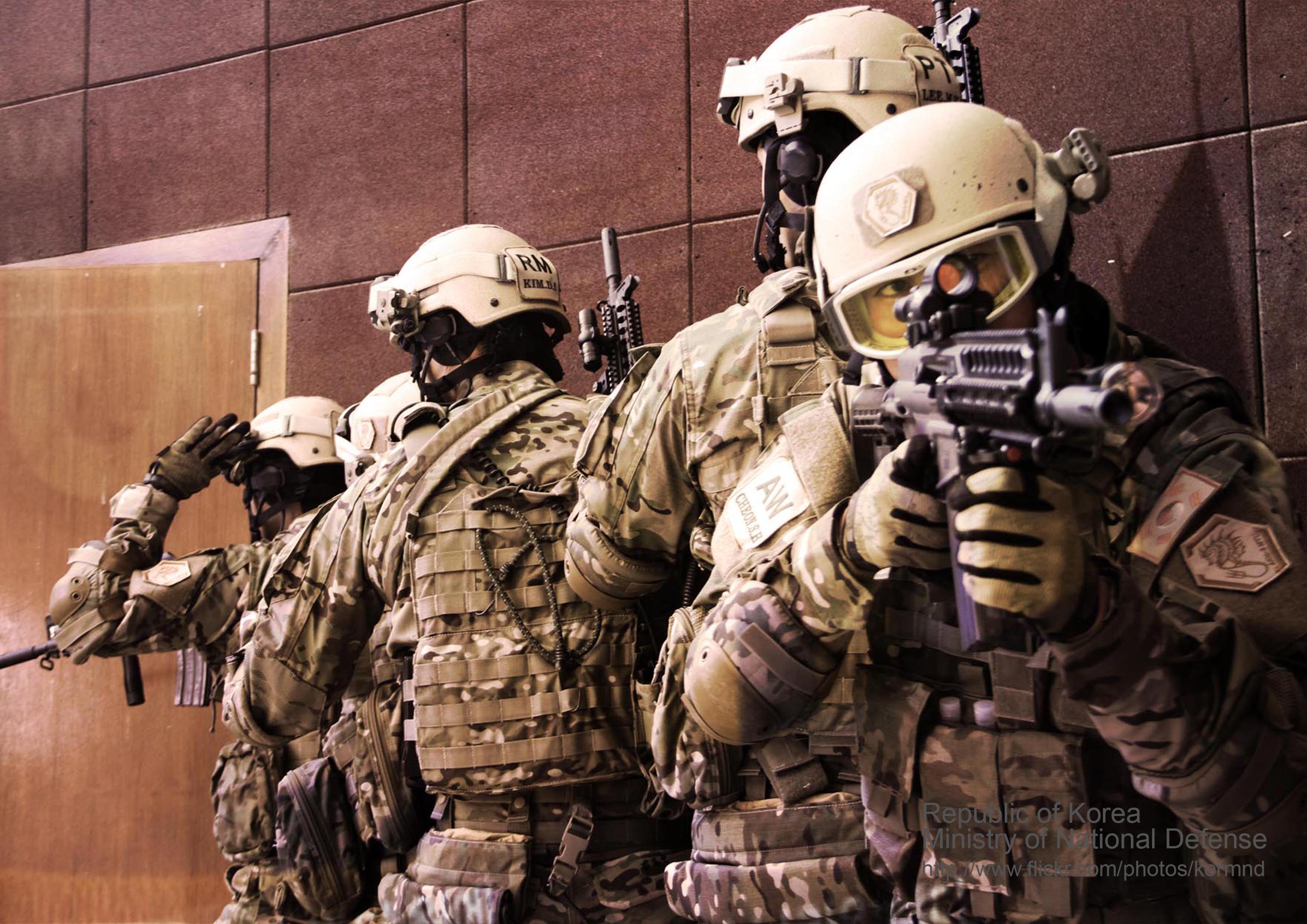
내부소탕 훈련
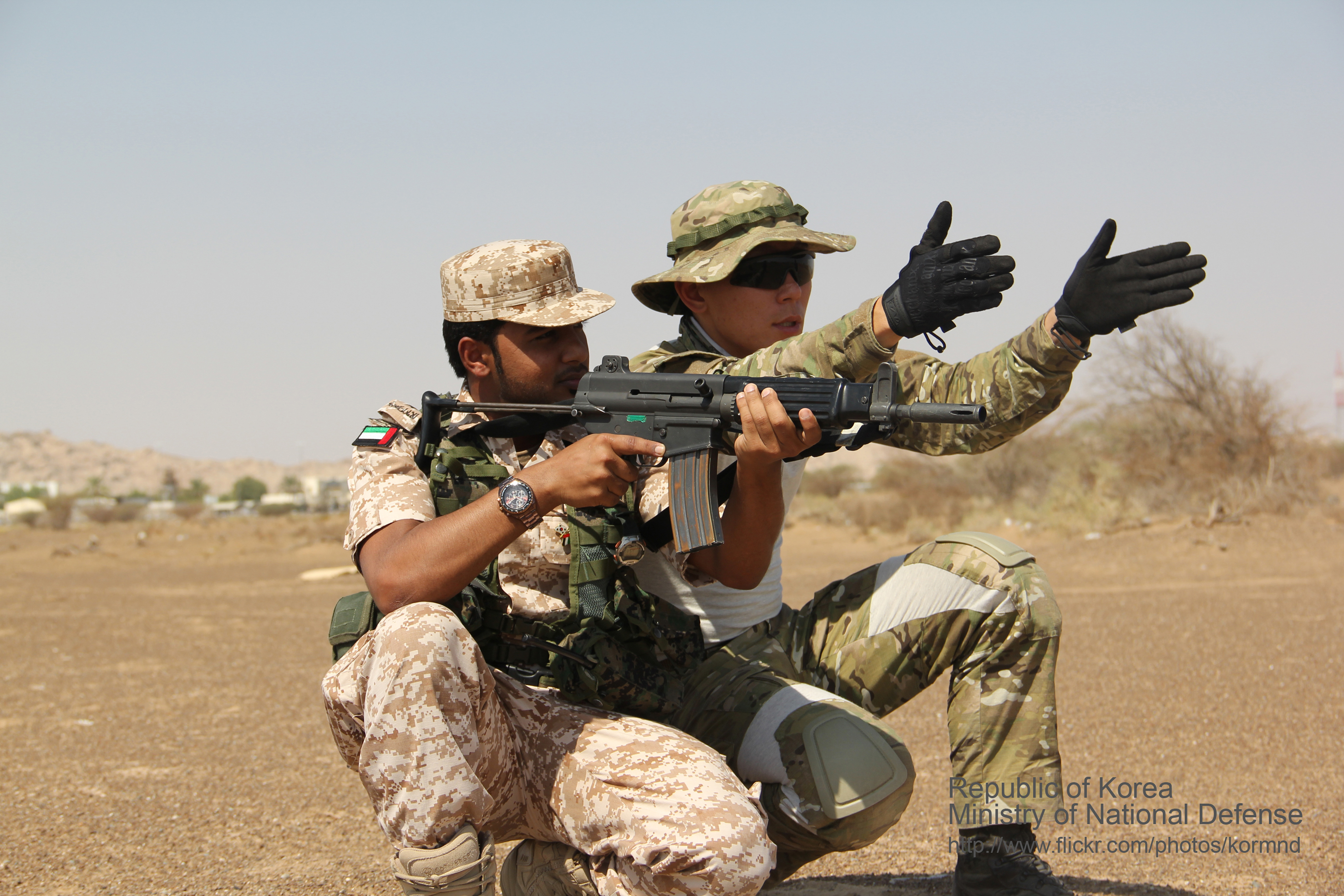
개인화기 사격훈련
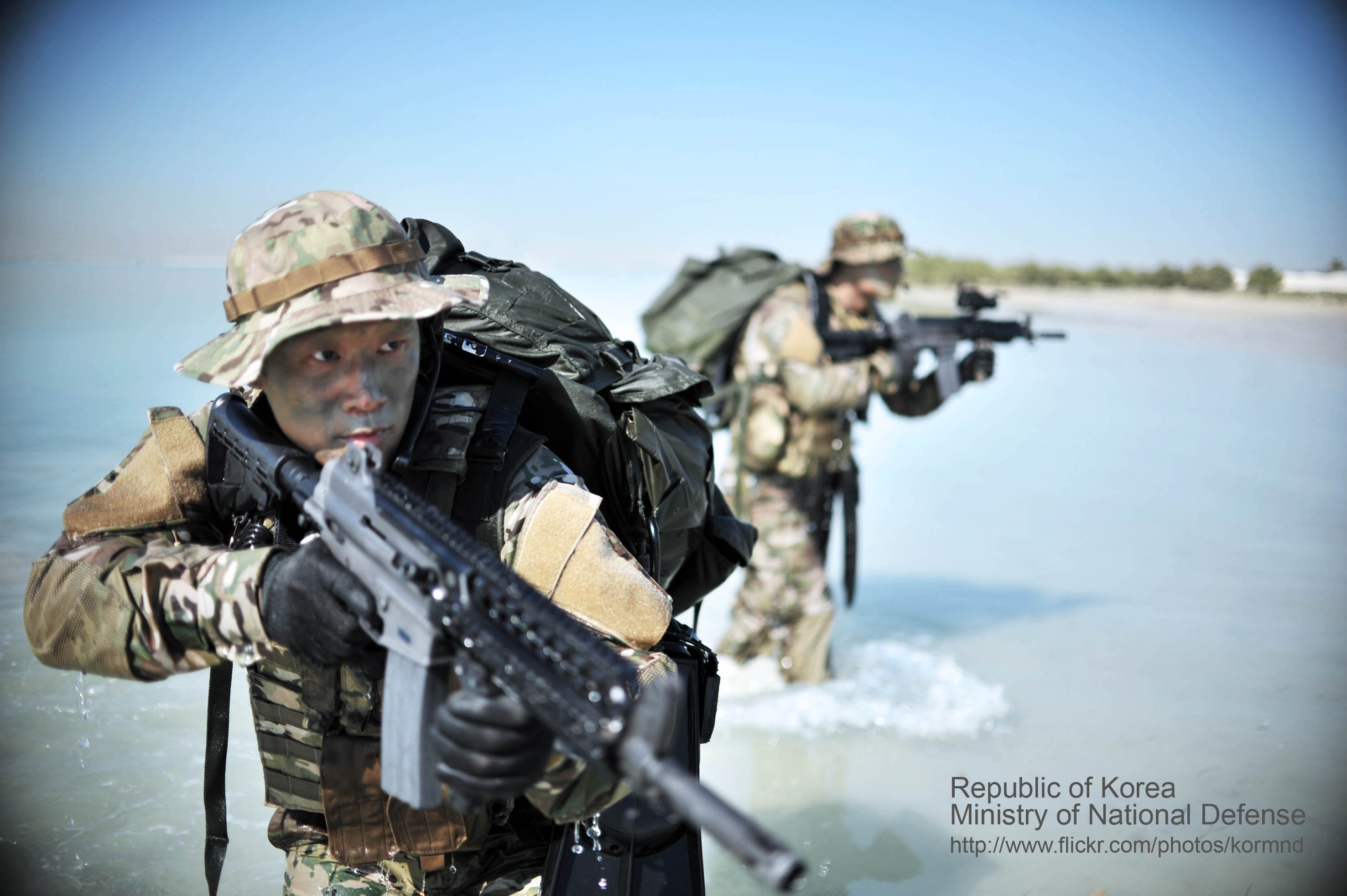
침투 훈련
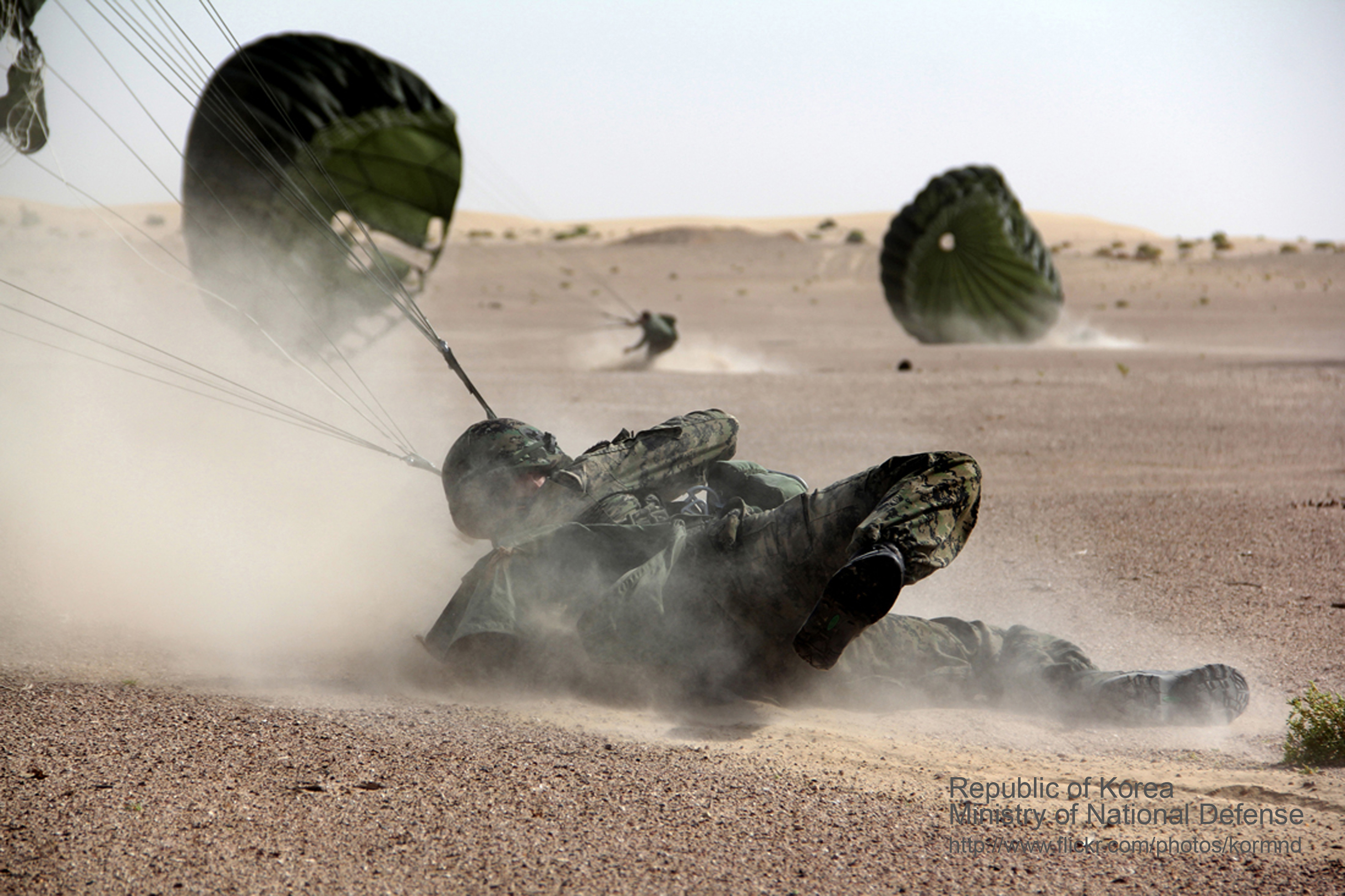
전술강하임무 수행
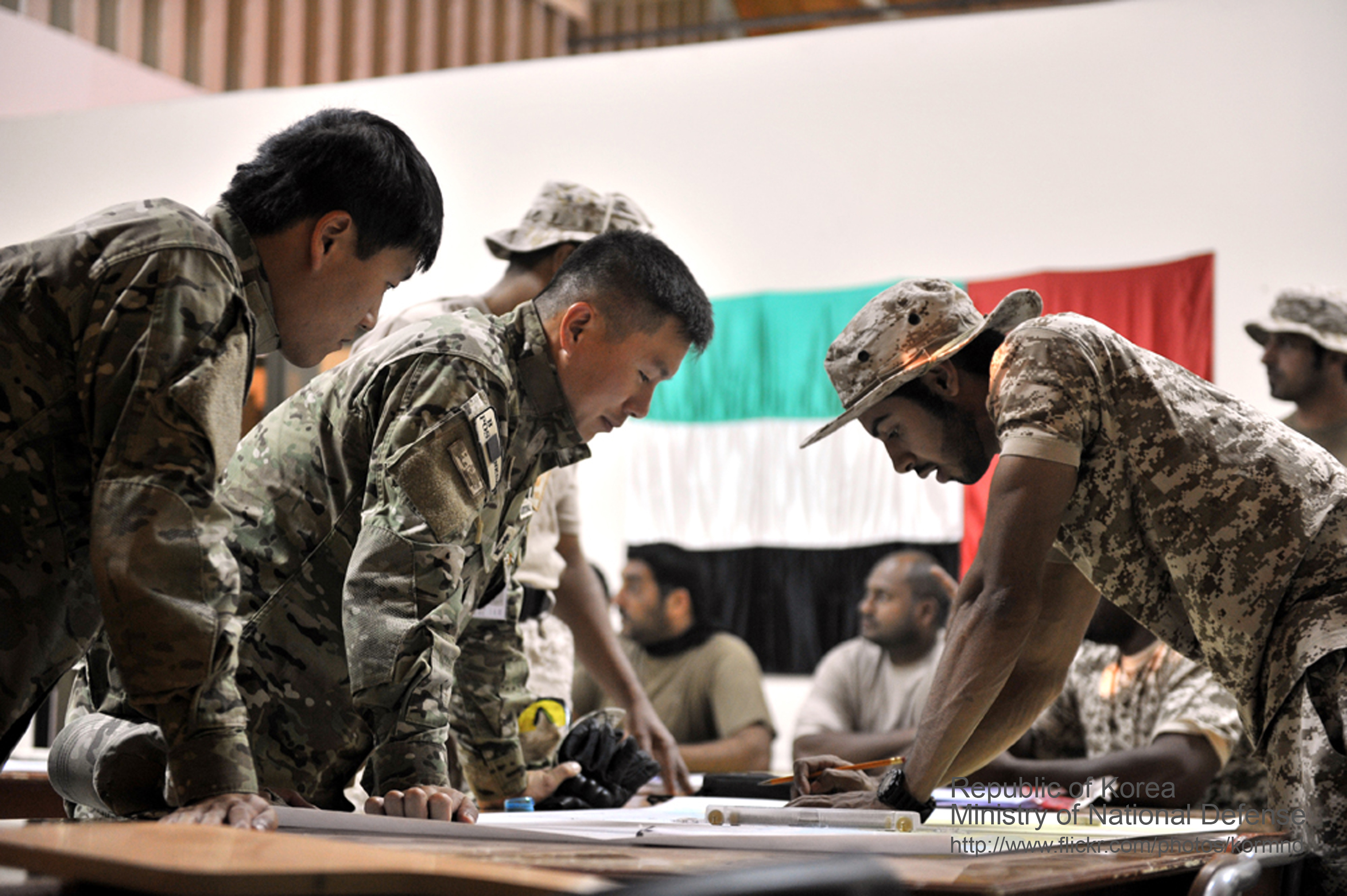
아크부대원들의 임무브리핑
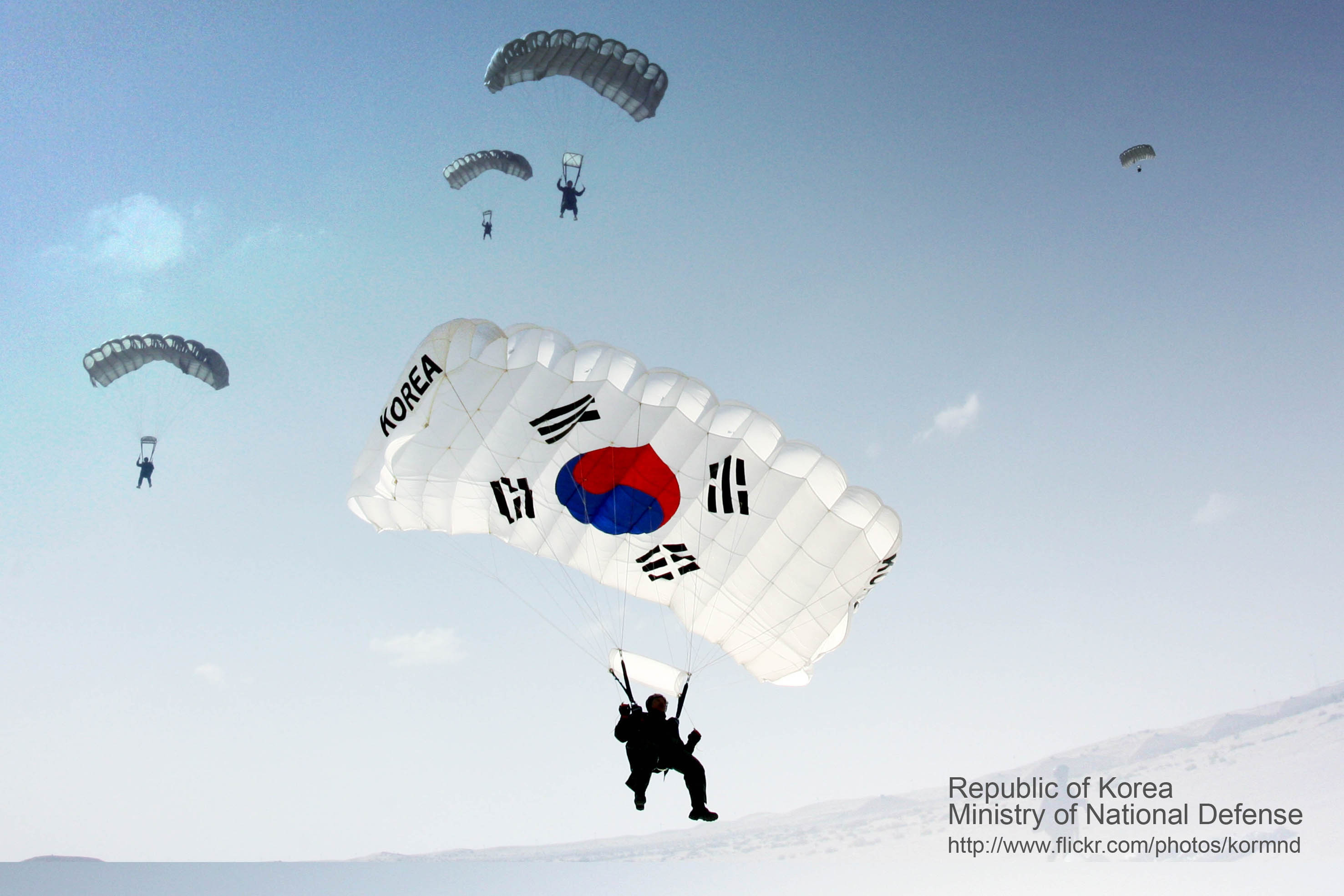
고공강하 훈련 Ⅰ
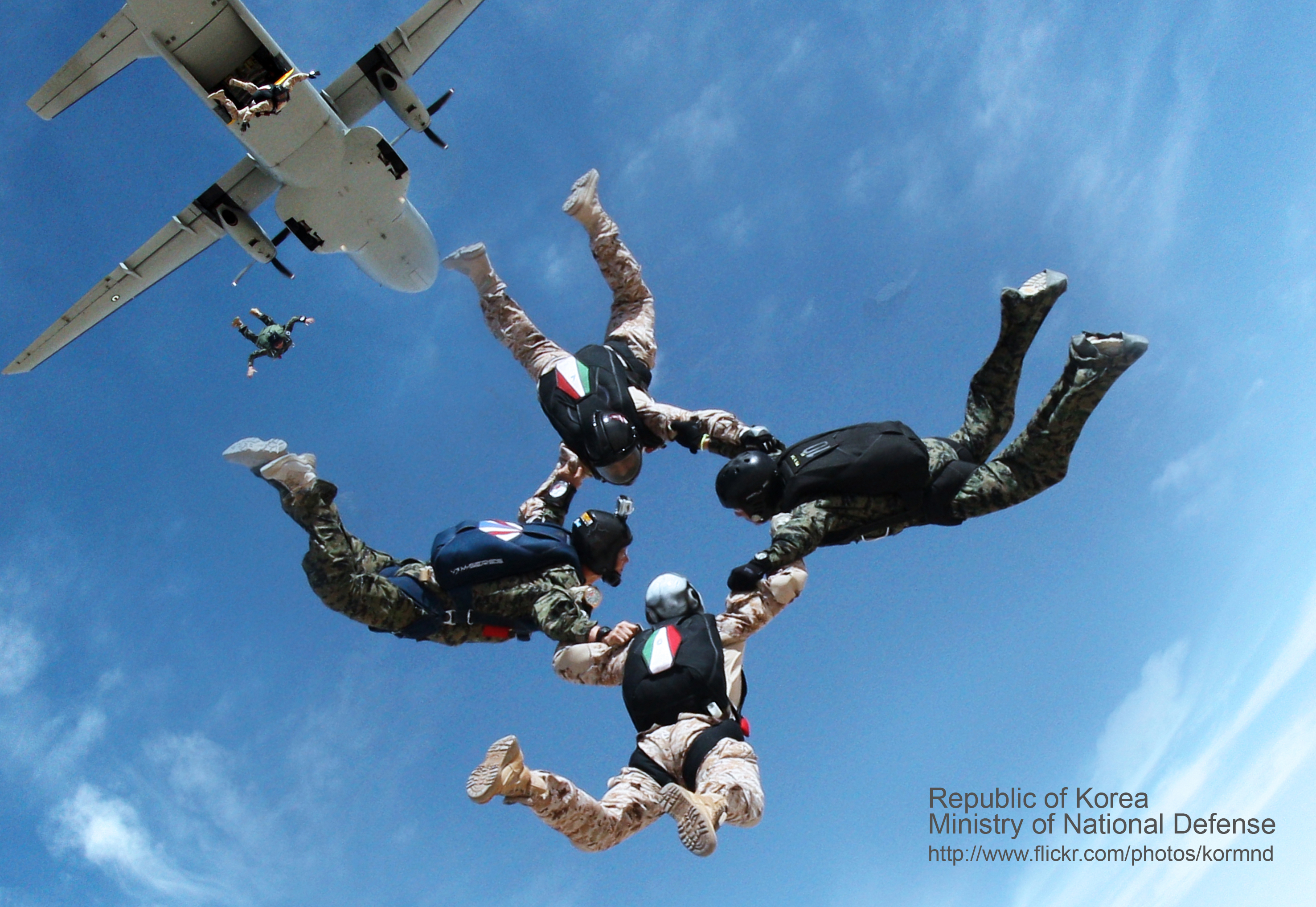
고공강하 훈련 Ⅱ
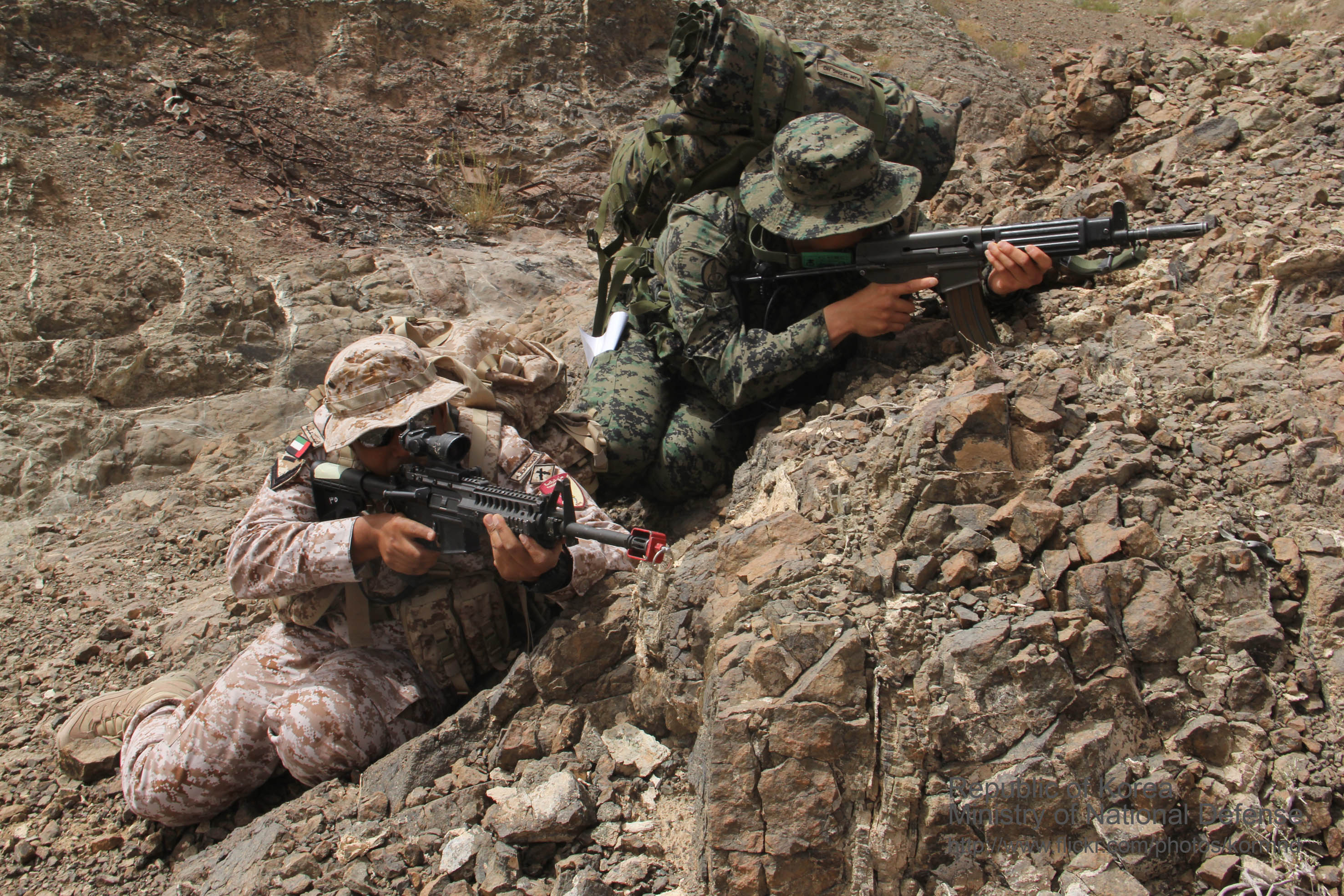
산악전술 훈련
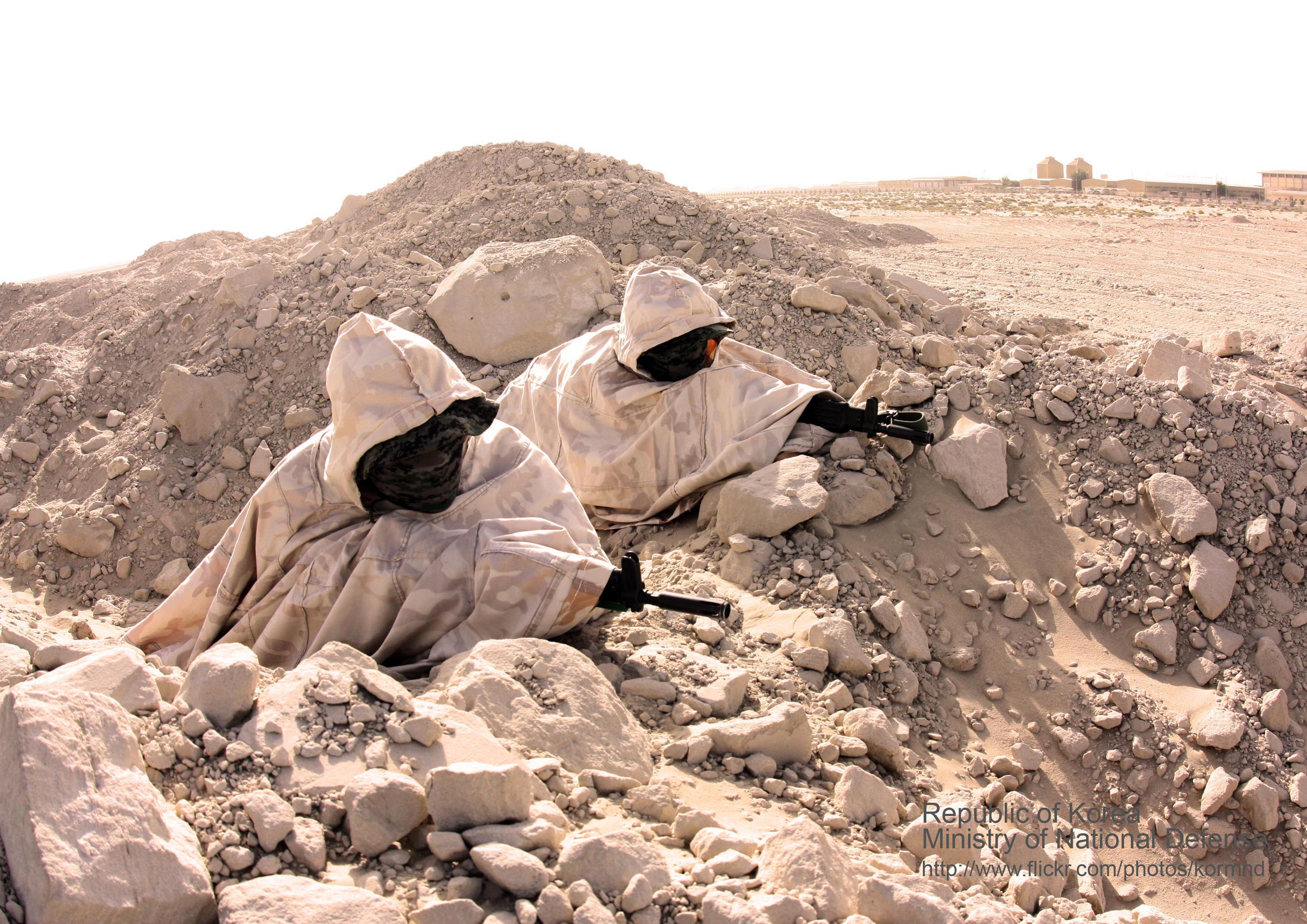
고공팀 전술훈련
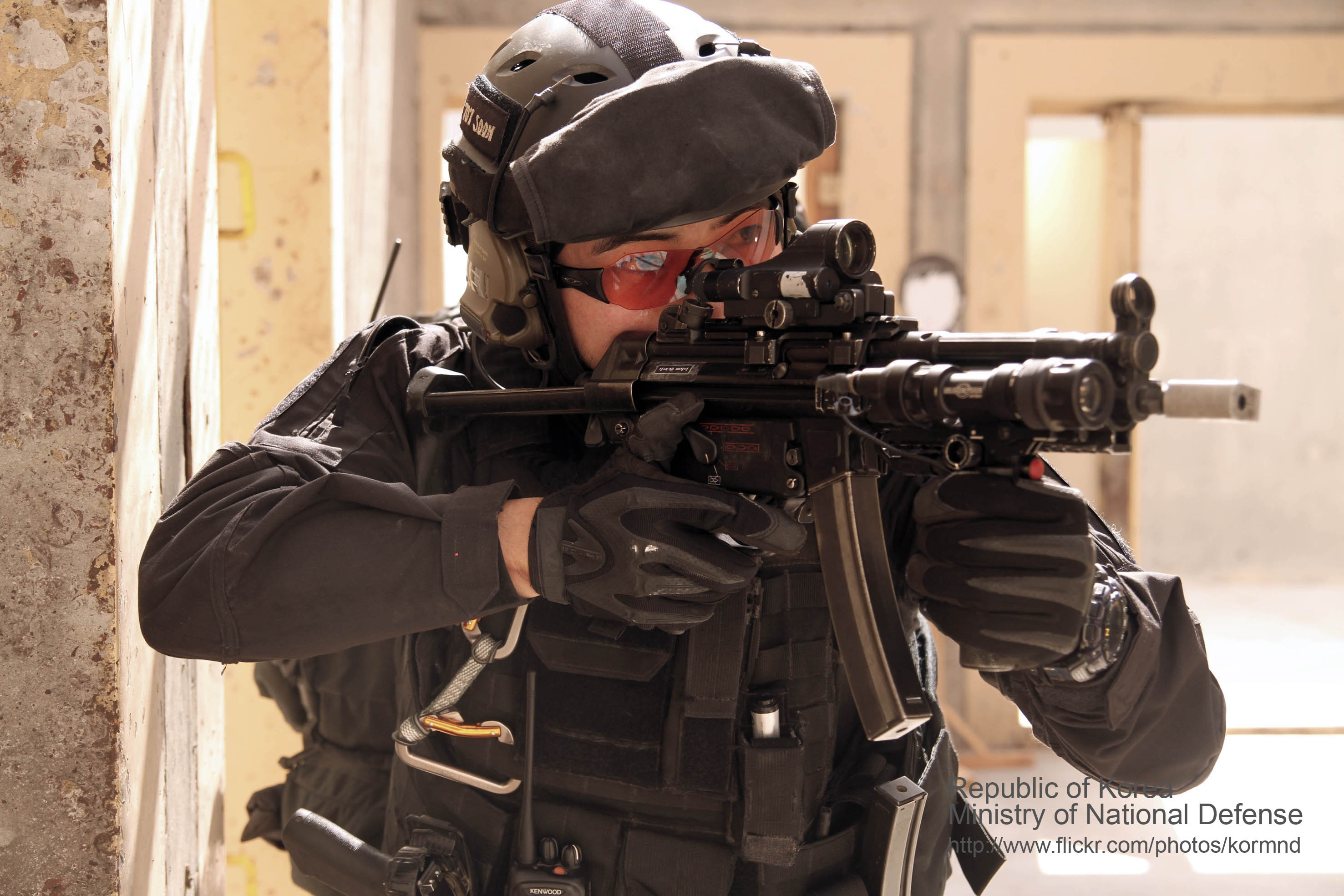
내부소탕 훈련
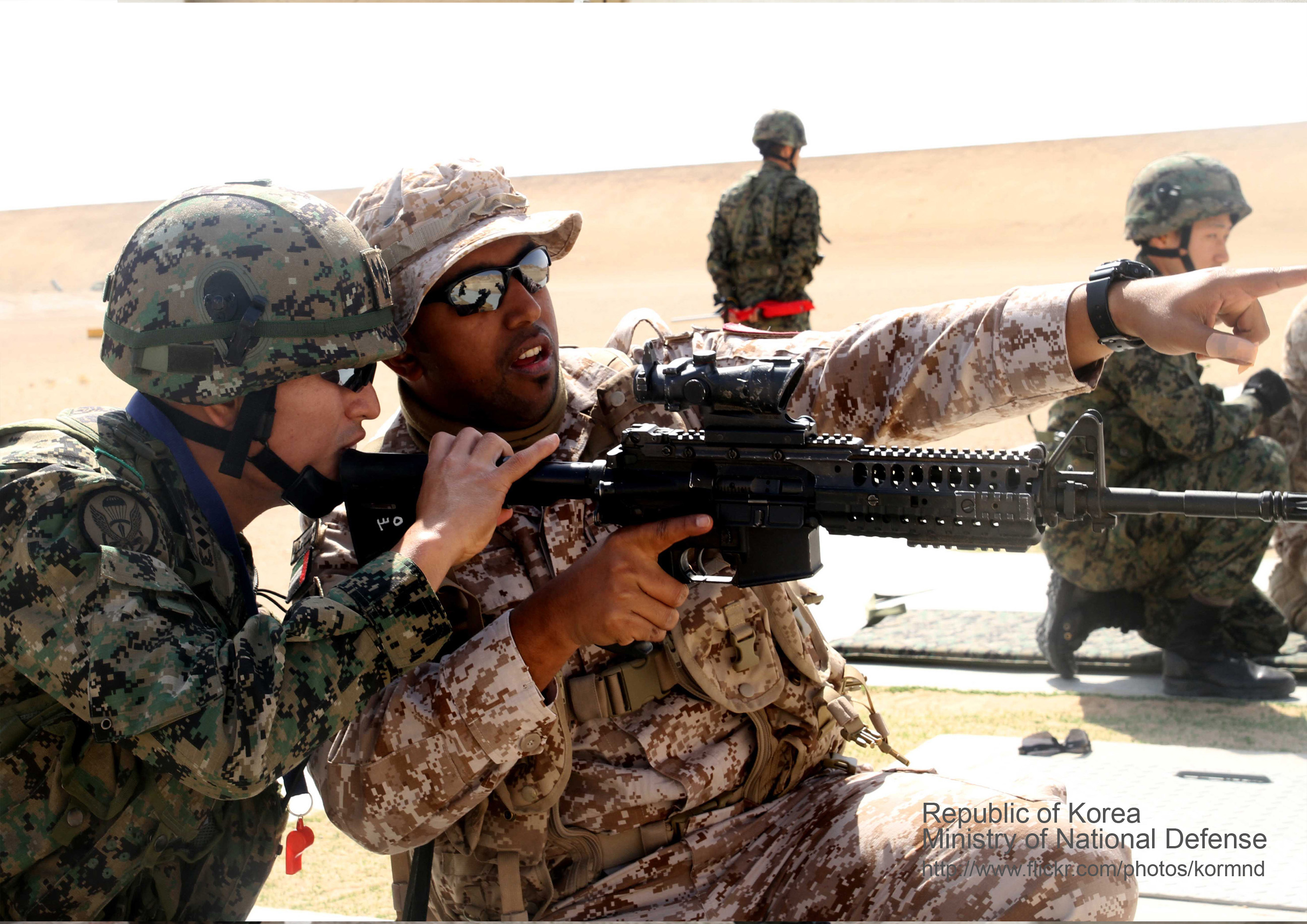
개인화기 사격
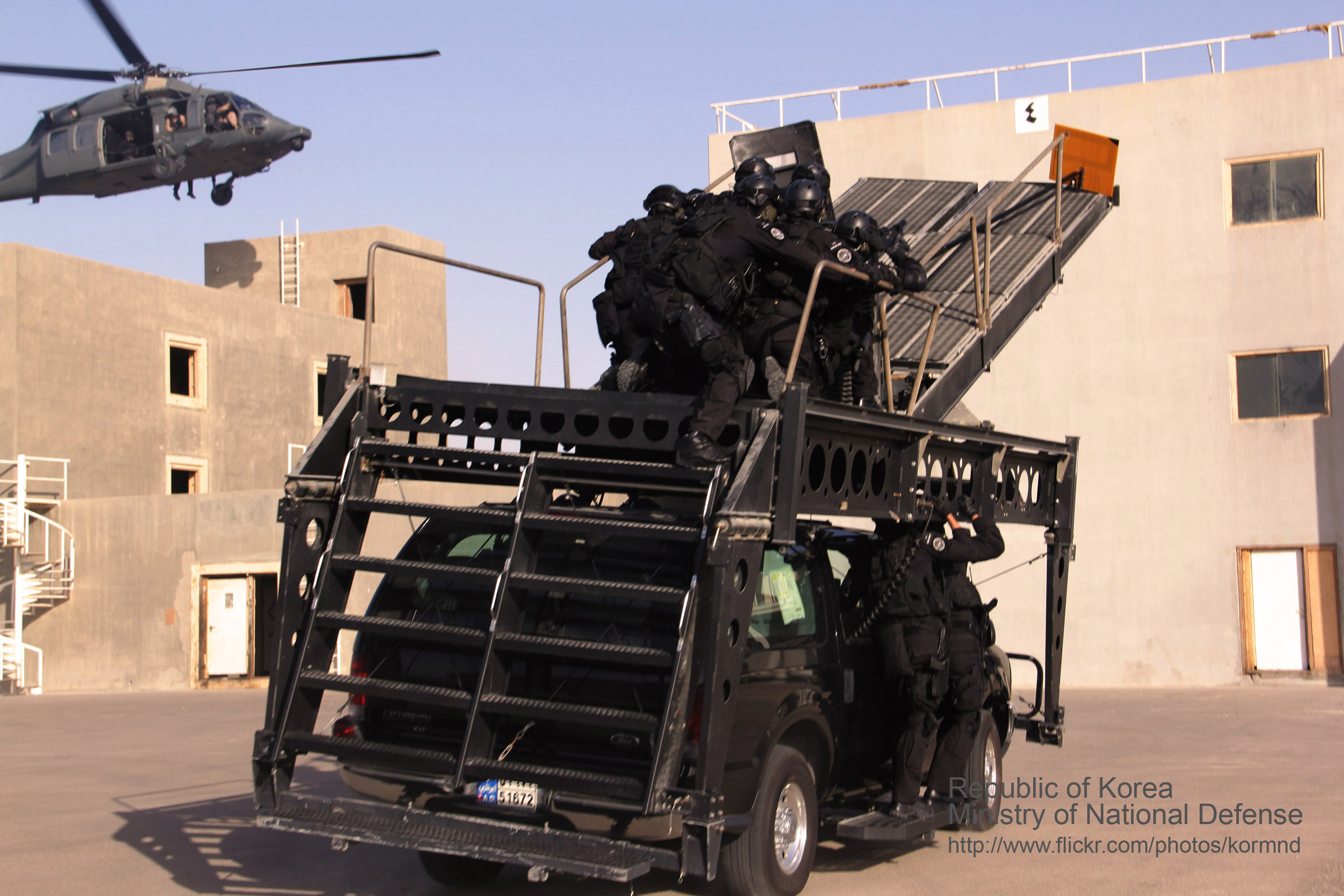
대테러임무 수행
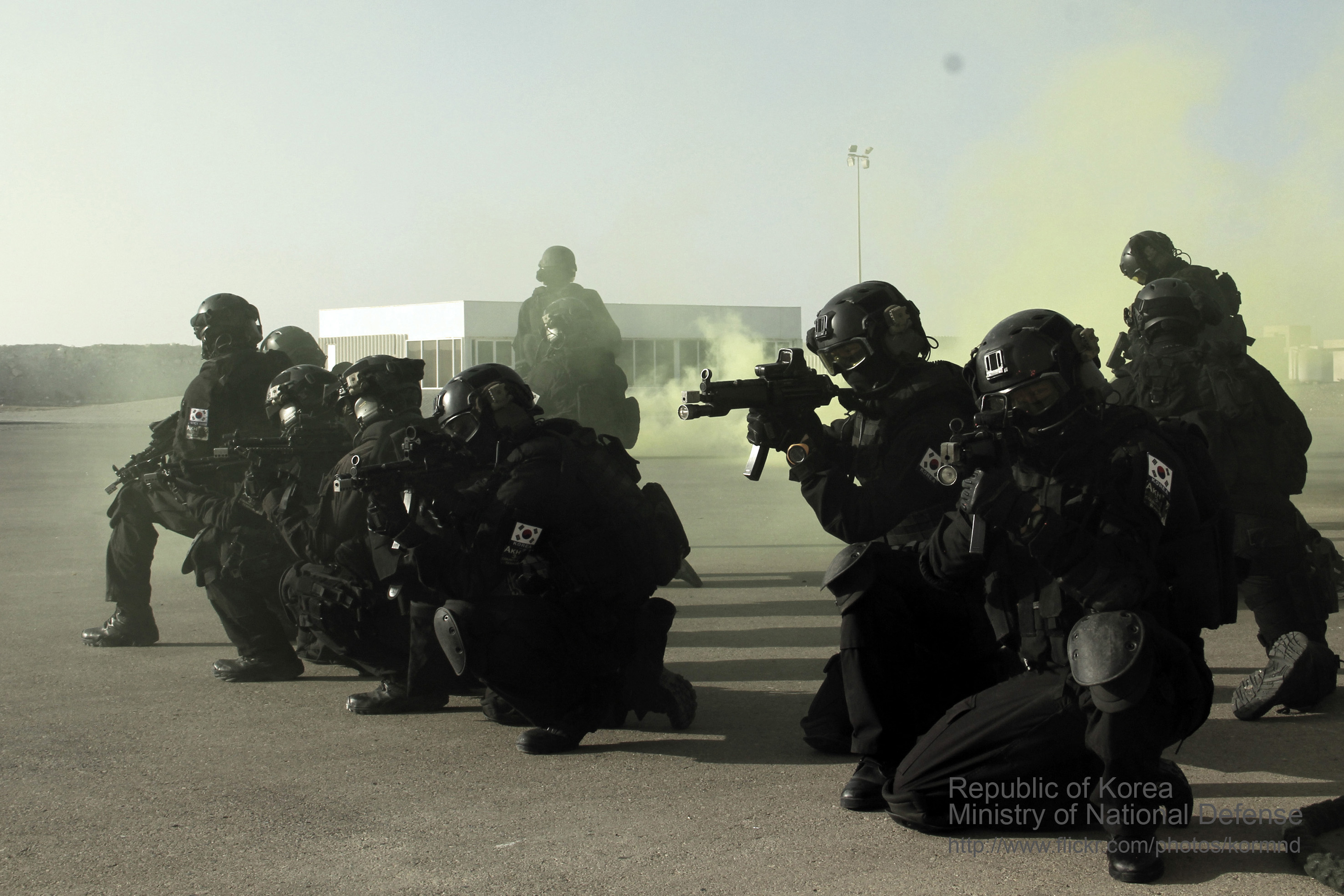
종합 FTX
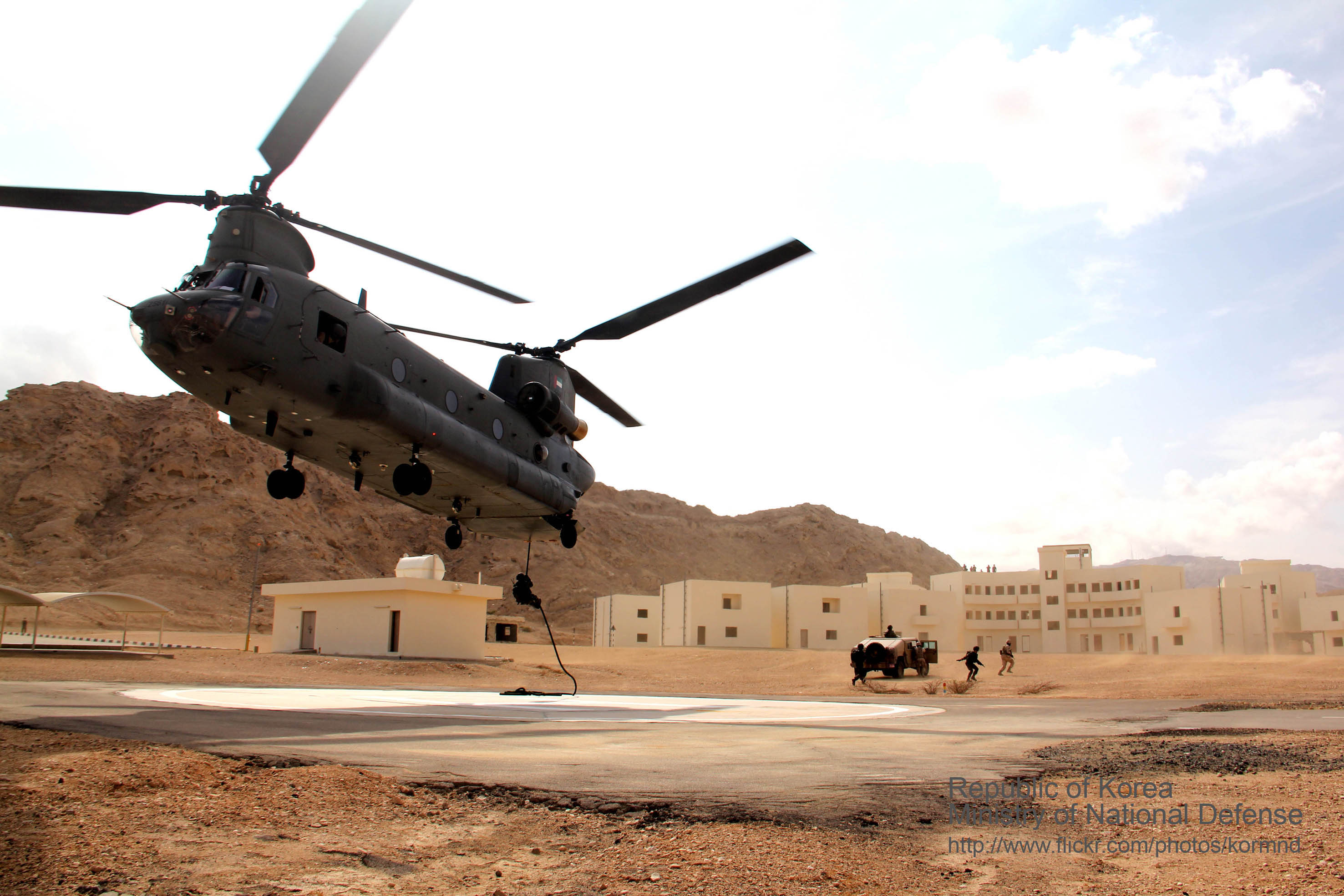
도시지역 작전 Ⅰ
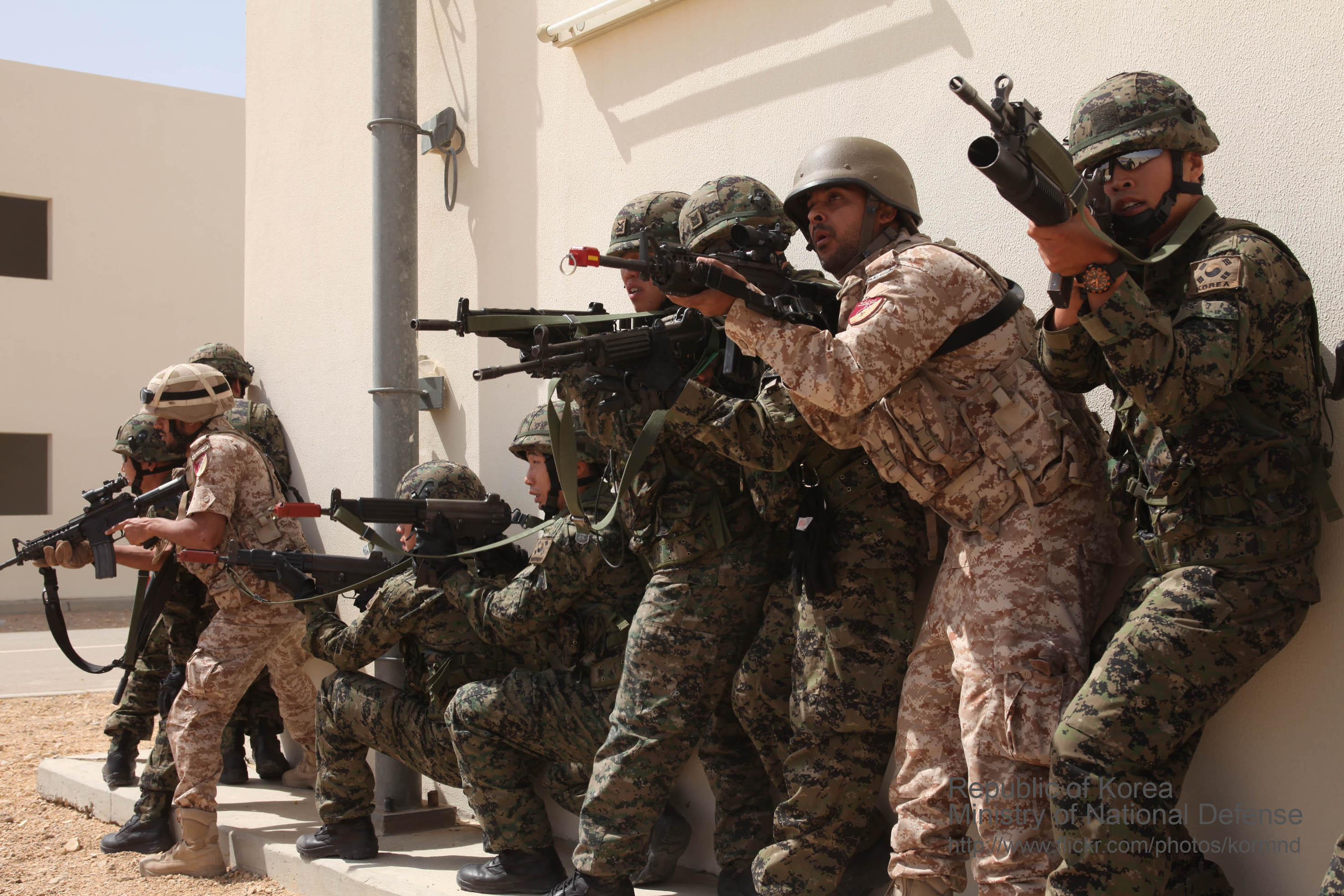
도시지역 작전 Ⅱ
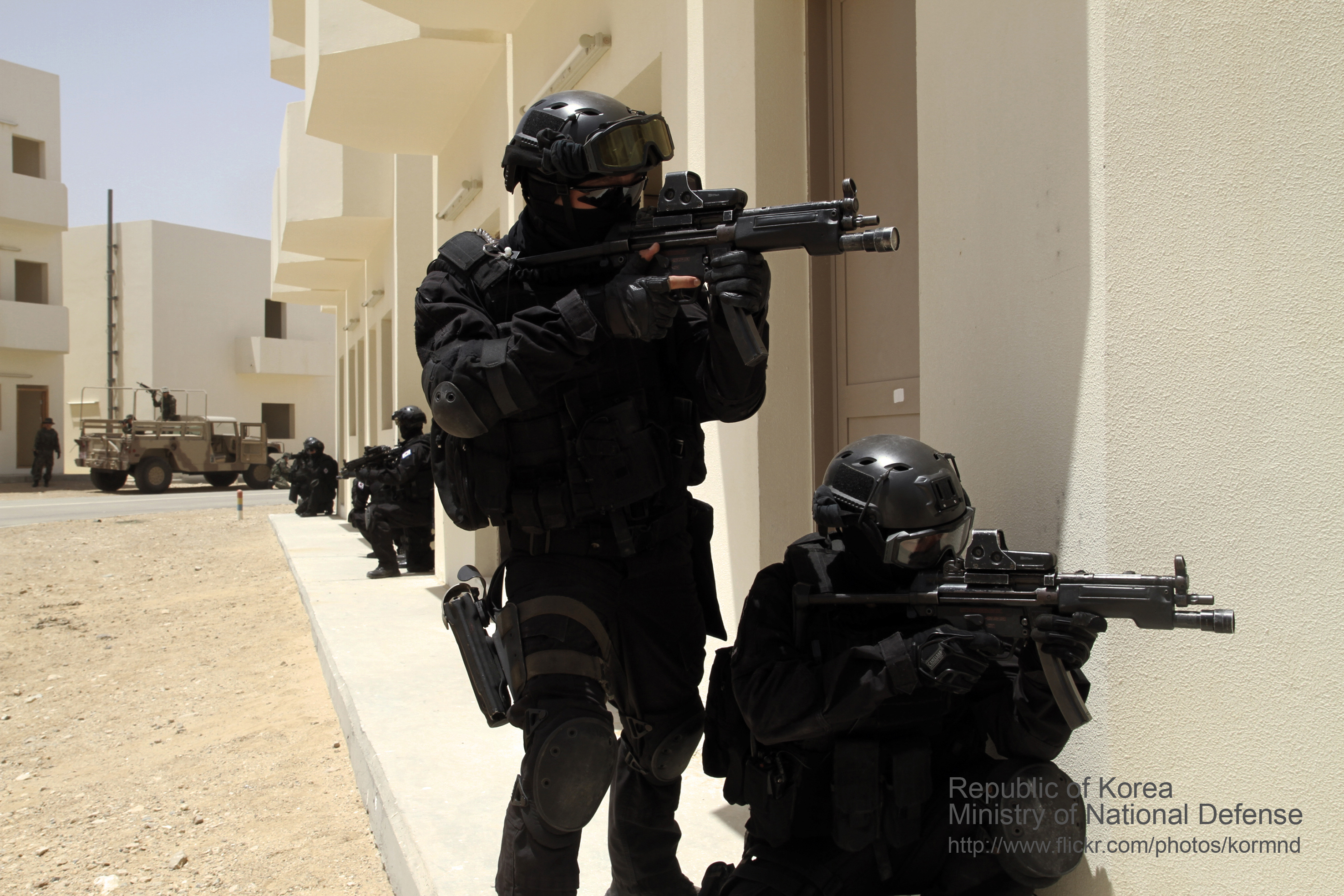
도시지역 작전 Ⅱ
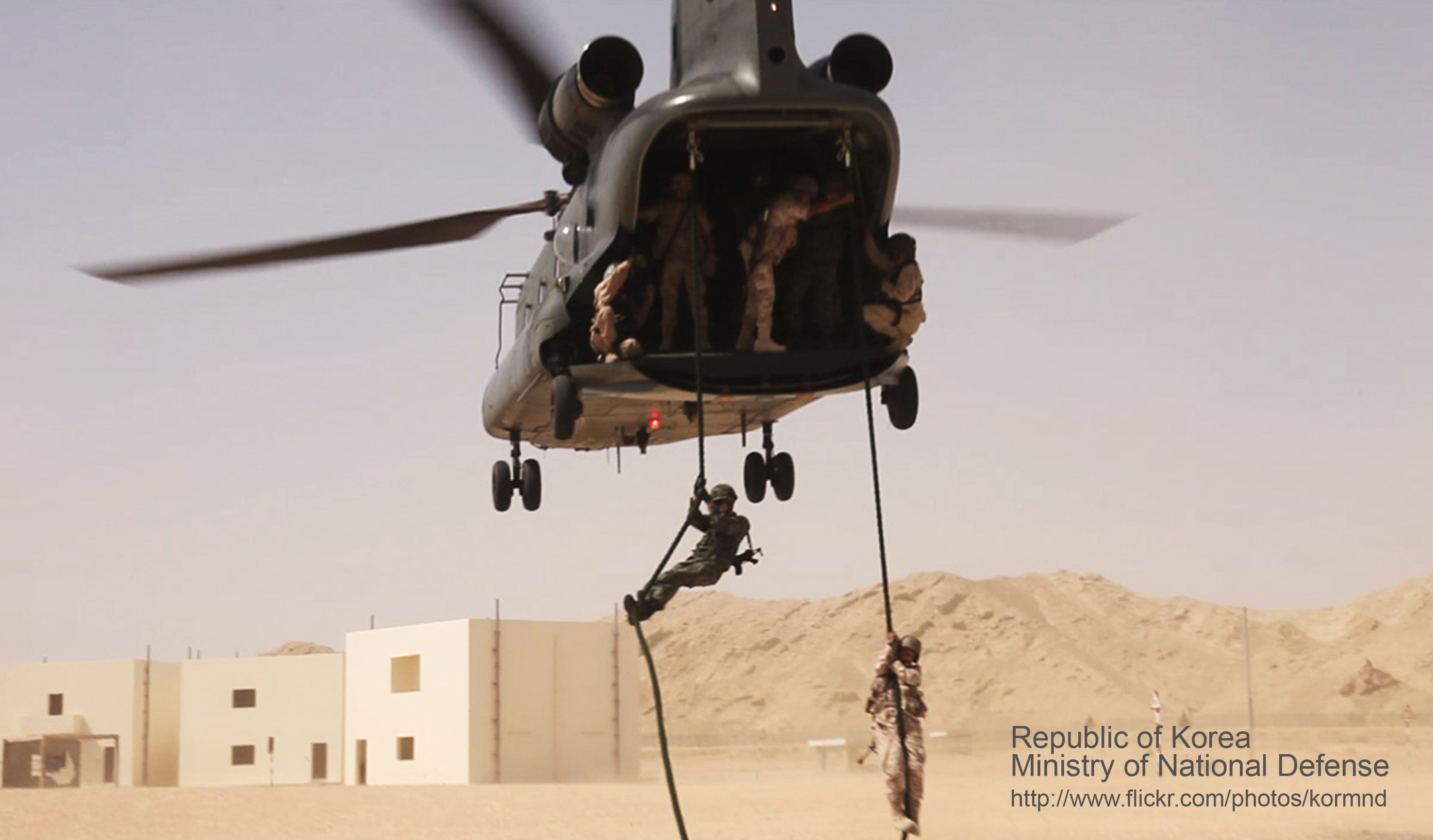
헬리콥터 레펠 훈련
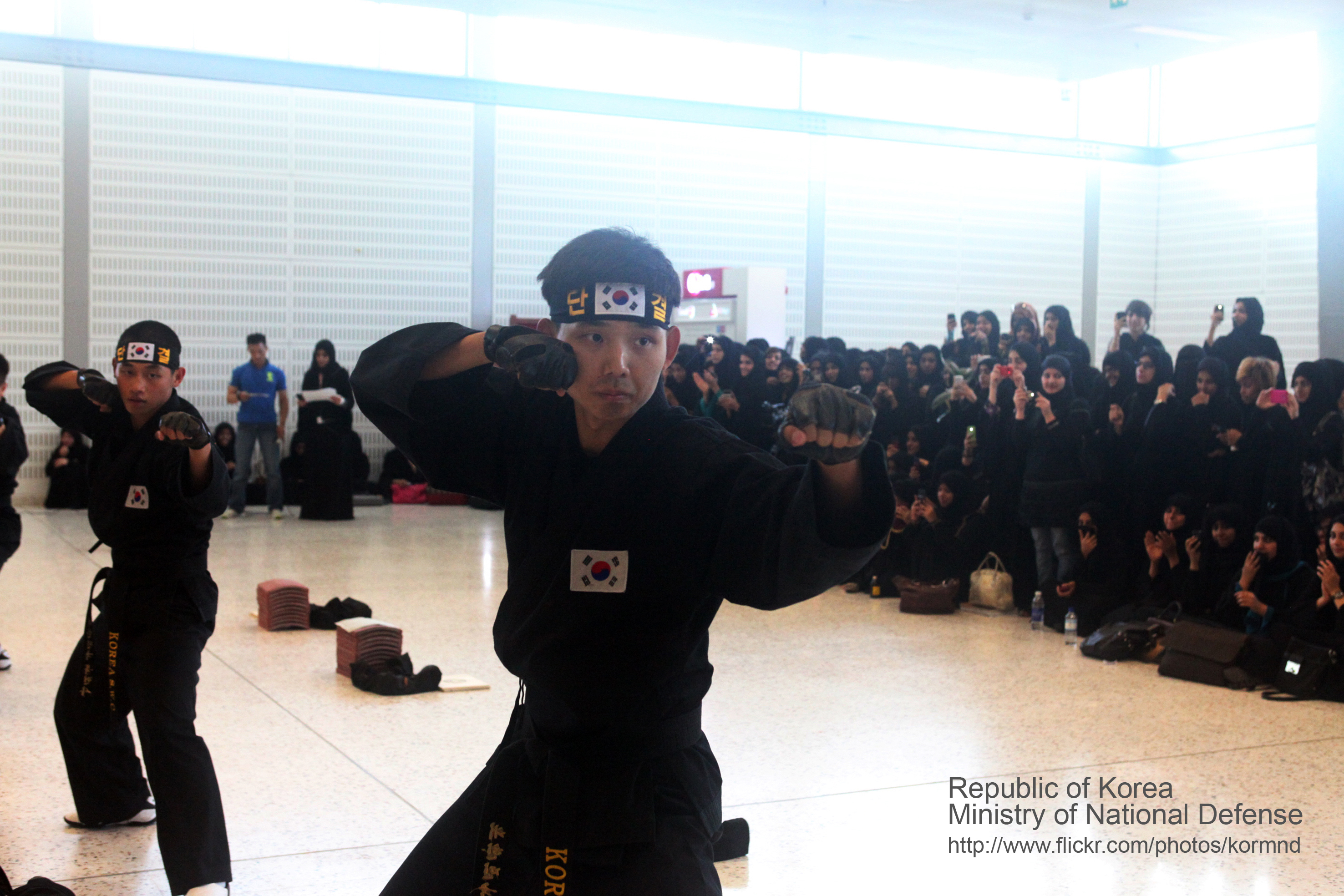
특공무술 시범
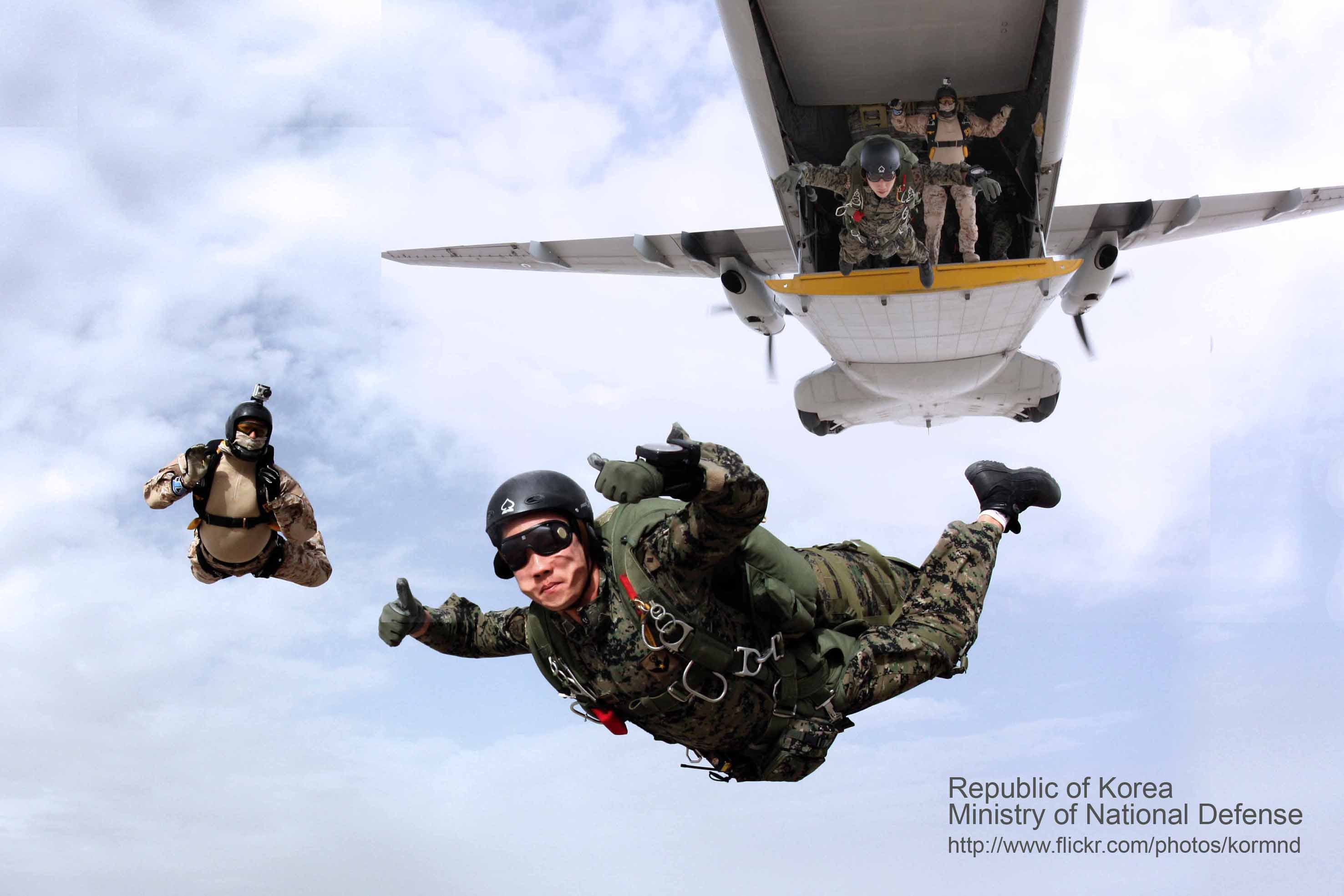
연합강하 훈련

## 참고
- “2014 대한민국 해외파병 이야기”. 대한민국 국방부. 2014년 10월 27일: 18-21.

### 언론보도
- 아크부대 10주년
- 아크부대 파병 11년 발자취
- 한국-UAE 연합 특수전 훈련

- UAE 태권도대회서 아크부대 시범
- “아빠, 잘 다녀오세요”
- '아버지와 함께 떠납니다'
- MB 성과 꺼낸 文 “아크부대·바라카 원전, UAE와 굳건한 관계 보여줘”

## 같이 보기
- 한빛부대
- 동명부대
- 청해부대
- 상호군수지원협정
- 대한민국-아랍에미리트 외교 갈등 논란
- 한-UAE 군사협력협정